# Gary Busey
William Gary Busey, född 29 juni 1944 i Goose Creek (numera en del av Baytown), Texas, är en amerikansk skådespelare. 
År 1978 blev Busey nominerad för en Oscar för sin roll i Buddy Holly – en rocklegend. 1988 skadades han i en motorcykelolycka efter att ha kört motorcykel utan hjälm och låg i koma i fyra veckor. Psykiatern Charles Sophy undersökte Busey när denne medverkade i Celebrity Rehab och menade att Buseys hjärnskada kan ha haft större inverkan än man först misstänkt, att den försvagat hans mentala "filter" och gjort honom impulsiv.
Busey tog sig på 1990-talet ur ett långvarigt kokainmissbruk. 1996 berättade han att han blivit kristen. Han har medverkat två gånger i det svenska TV-programmet High Chaparall.
Gary Busey är far till skådespelaren Jake Busey.

## Filmografi (urval)
- 1972 – De 7 rider igen!
- 1974 – Thunderbolt och Lightfoot
- 1974 – Arkebuseringen av menige Slovik
- 1975 – Nashville (kompositör)
- 1976 – En stjärna föds
- 1978- Big Wednesday
- 1978 – Buddy Holly - en rocklegend
- 1985 – Silver Bullet
- 1986 – Eye of the Tiger
- 1987 – Dödligt vapen
- 1989 – En främling i huset
- 1990 – Rovdjuret 2
- 1991 – Point Break - dödens utmanare
- 1992 – Under belägring
- 1993 – Firman
- 1994 – Chasers
- 1994 – Drop Zone
- 1994 – Surviving the Game
- 1997 – Lost Highway
- 1998 – Fear and Loathing in Las Vegas
- 1998 – Soldier
- 2001 – Portrait of a Vampire
- 2002 – Slagskott 2: Andra perioden
- 2004-2007 - Entourage (återkommande gästroll i TV-serie)
- 2006 – Valley Of The Wolves: Iraq
- 2006 – Cloud Nine
- 2011 – Piranha 3D: The Sequel
- 2016 – Sharknado: The 4th Awakens
- 2018 – The Last Sharknado: It's About Time